# Bruine rat
De bruine rat (Rattus norvegicus) is een zoogdier behorende tot de orde van de knaagdieren. De soort is ook wel bekend als Noorse rat, rioolrat, waterrat of stadsrat. Met waterrat wordt echter vaker de woelrat bedoeld. De tamme rat stamt af van de in het wild levende bruine rat. Bruine ratten hebben steevast dezelfde bruine schutkleur, terwijl bij tamme ratten deze kleur geëvolueerd kan zijn tot verschillende variëteiten. De bruine rat is een van de succesvolste zoogdieren ter wereld en komt tegenwoordig over bijna de gehele wereld voor tot in de binnenlanden van Afrika. Zijn oorspronkelijke verspreidingsgebied was waarschijnlijk een deel van Noord-China. Zijn nauwste verwanten zijn de Aziatische soorten Rattus pyctoris en Rattus nitidus.
De wetenschappelijke naam norvegicus, die in het Nederlands Noors betekent, heeft niets te maken met de oorsprong van de bruine rat. Sommige wetenschappers zeggen dat de naamgeving te maken heeft met de bewering dat in Noorwegen voor het eerst begonnen was met wetenschappelijk onderzoek naar dit knaagdier. Die Noorse onderzoekers moeten hun onderzoek dan op ratten buiten Noorwegen verricht hebben, want de soort werd pas in 1790 voor het eerst in Noorwegen waargenomen terwijl de toevoeging norvegicus al in 1769 werd gegeven.

## Uiterlijk
De kop-romplengte bedraagt 21 tot 29 cm, de staartlengte is 150 tot 230 mm en het lichaamsgewicht 150 tot 520 gram. De zwaarst bekende bruine rat woog 794 gram. Mannetjes worden groter dan wijfjes. De bijna kale staart is altijd korter dan het lichaam. De staart heeft 160 tot 190 ringen. Het dier heeft kleine licht behaarde oren en, in het wild, over het algemeen een ruige grijsbruine vacht. De vacht is aan de buikzijde lichtgrijs van kleur. In het wild komen verscheidene variaties voor, van zwart tot bruin. Soms zijn de voorpoten zeer licht van kleur, en heeft de borst een witte vlek. De rat heeft een vrij korte snuit en is, vooral voor een knaagdier, stevig gebouwd. Het is een van de grotere soorten van het geslacht Rattus.

## Bruine rat versus zwarte rat
De bruine rat verschilt van de eveneens in Europa voorkomende zwarte rat (Rattus rattus) door de kortere, behaardere oren, de kleinere ogen en de kortere, dikkere staart. Ook is de staart bij de bruine rat aan de onderzijde lichter gekleurd dan aan de bovenzijde, terwijl de staart van de zwarte rat uniform gekleurd is. De zwarte rat heeft over het algemeen een zwarte vacht en de bruine rat een grijsbruine, maar er bestaan ook bruine ratten met een zwarte vacht en zwarte ratten met een bruine vacht. In sommige populaties is 1 of 2% van alle bruine ratten melanistisch.
De zwarte rat is weer bezig aan een opmars met name in de zuidelijke provincies van Nederland. Ratten worden daar nu ook regelmatig gesignaleerd in het verstedelijkt gebied. Ook bij havens en graanoverslag wordt de zwarte rat nog regelmatig gezien.
Toen de bruine rat zich in Europa had gevestigd, werd het een hevige concurrent van de zwarte rat door zijn betere aanpassingsvermogen aan het koude klimaat. Als een bruine en een zwarte rat samen in een kooi worden gestopt, doodt de bruine rat de zwarte en eet hem vaak op. Omdat de vlooien van de zwarte rat de belangrijkste overbrengers waren van de pest, werd met de aankomst van de bruine rat ook de pest grotendeels een halt toegeroepen. De bewering dat de bruine rat de pestrat was, is dus onjuist. Daarentegen heeft het dier er juist voor gezorgd dat de zwarte rat, als cultuurvolger, uit Europa werd verdrongen en daarmee ook de pest.

## Verspreiding
De bruine rat is, net als de zwarte rat en de huismuis, een cultuurvolger, het dier volgt de menselijke beschaving en is deels ook afhankelijk van de mens. Van oorsprong komt de bruine rat voor in steppegebieden van Oost-Azië. Aan het eind van de Middeleeuwen heeft de bruine rat zich in kleine aantallen verspreid richting Europa. In de 18e eeuw werd de bruine rat voor het eerst gesignaleerd in West-Europa. Via handelsroutes en door middel van de scheepvaart heeft het dier zich daarna over alle continenten verspreid, behalve naar Antarctica. Noord-Amerika werd rond 1775 bereikt.
De bruine rat komt over bijna de gehele wereld voor, maar ontbreekt in enkele onbewoonde tropische en subtropische gebieden, voornamelijk omdat de concurrentie met andere knaagdieren te groot is. De soort ontbreekt ook in al te koude streken als Antarctica, ver boven de noordpoolcirkel, hoog in de bergen en op enkele kleine eilandjes, ver van de kust.
Sinds de jaren 1950 heeft de provincie Alberta in Canada een ratvrije status door volhardend optreden van rattenvangers en alertheid bij de bevolking, veel graanboeren met eigenbelang in bestrijding. Ook is het houden van een rat als huisdier verboden. De ernaast gelegen provincie Saskatchewan heeft de laatste jaren aangekondigd vergelijkbare acties te willen ondernemen.

## Habitat en gedrag

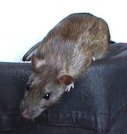
Bruine rat

De bruine rat vestigt zich het liefst in een vochtige en niet te warme omgeving. De bruine rat voelt zich dus al snel ergens thuis, vooral in de buurt van de mens. Niet alleen in de stad, maar ook op het platteland kan er veel overlast ontstaan door bruine ratten; daar verblijven ze vaak in de buurt van de veestapel, in en of rondom stallen. Een vervuilde buitenomgeving trekt ook ratten aan, omdat het voedsel daar meestal letterlijk voor het oprapen ligt. Opruimen en schoonhouden in en rond het erf is daarom noodzakelijk. Ratten eten alles; wat ze vinden eten ze.
Zijn favoriete habitats zijn kelders, kruipruimten, schuren, stallen, vuilnisbelten, graan- en houtopslagplaatsen, aan de rand van sloten en dijken, onder de grond in uitgebreide holen en op sommige plekken in de buurt van riolen en ander vervuild water. Bruine ratten leven echter ook in gebieden waar geen mensen voorkomen, zoals op onbewoonde eilanden. In sommige delen van Rusland zijn bruine ratten zo'n zeventig kilometer van menselijke nederzettingen aangetroffen. In tropische gebieden houden ze zich echter meestal in de buurt van nederzettingen op, mits er weinig concurrentie met andere knaagdieren is. Een bruine rat die 's zomers in de natuur bij slootkanten leeft, trekt 's winters vaak naar de warmte van huizen.
Het territorium wordt meestal niet ver van de voedselbronnen gevestigd. Hij graaft een hol met een diameter van 65 tot 90 millimeter, vaak in een oever of onder een boomwortel, maar ook in de vlakke grond. Ook maakt hij nesten onder vloeren, in hooimijten, tussen muren en in andere holle ruimtes rond menselijke nederzettingen. Bij de ingang van het hol laat de rat meestal hopen aarde achter, die in de loop van de tijd vanzelf worden platgestampt. In open gebieden graven de dieren ondergrondse gangenstelsels, die zelden dieper gaan dan vijftig centimeter. Holen zijn bovengronds aan elkaar verbonden met paadjes.
Zijn actieradius is veel groter en kan soms enkele vierkante kilometers bedragen. Op een nacht kunnen ze tot vier kilometer afleggen, waarbij ze zich meestal beschut en langs vaste routes bewegen. De grootte van dit gebied is omgekeerd evenredig aan het voedselaanbod en zal daarom in een stad veel kleiner zijn dan op het platteland.
De bruine rat is voornamelijk 's nachts actief, in twee piekuren, het eerste enkele uren na zonsondergang en de ander enkele uren voor zonsopgang. Ze kunnen echter ook overdag waargenomen worden, bijvoorbeeld als er 's nachts veel roofdieren actief zijn. Ook zullen ondergeschikte ratten, die door dominante ratten worden belemmerd 's nachts voedsel te zoeken, overdag vaker actief zijn, voornamelijk als er een hoge populatiedichtheid is.
De bruine rat is een behendig zwemmer, hij kan tot wel 72 uur in het water blijven, en is in staat om 77 centimeter hoog en 120 centimeter ver te springen.

### Voedsel
Het is een alleseter, die voornamelijk leeft van eiwit- en zetmeelrijk voedsel. Hij leeft onder andere van graan, zaden, slakken, larven, kikkers, jonge zoogdieren, vogeleieren en aas, maar zal ook aan botten knagen en aan andere ongewone producten zoals zeep en kaarsen. Kannibalisme komt ook voor, voornamelijk ten gevolge van eiwitten tekort. De bruine rat legt soms voedselvoorraden aan. Dit gebeurt voornamelijk door ondergeschikte ratten en zogende vrouwtjes.

### Sociaal gedrag
De bruine rat is een intelligent en sociaal dier dat een groot aanpassingsvermogen heeft. Een voorbeeld hiervan is dat het dier zogenaamde tradities kent. Dit houdt in dat bepaalde populaties sterk afwijkend gedrag en afwijkende eetgewoontes en zelfs jachttechnieken kunnen vertonen in vergelijking met andere populaties, die ze van generatie naar generatie overbrengen. Dit schijnt opmerkelijk te zijn voor kleine zoogdieren en is meestal geografisch bepaald.
Ratten leven in kleine sociale groepen, bestaande uit een dominant mannetje, een harem vrouwtjes en enkele ondergeschikte mannetjes. Deze groepen kunnen zich vaak samenvoegen tot grotere kolonies. Dieren uit dezelfde groep leven vreedzaam naast elkaar, vreemdelingen worden door mannetjes verjaagd, soms zelfs gedood. Grote kolonies zijn toleranter tegenover vreemdelingen dan kleine. De hiërarchie binnen een groep bepaalt wie mag paren en eten. De dieren communiceren met elkaar via piepende, fluitende en gillende geluiden, maar ook met ultrageluid. Vrouwtjes met jongen laten zelden andere ratten in hun nest, alhoewel sommige kolonieleden worden getolereerd.

### Voortplanting en levensverwachting
Bruine ratten planten zich het gehele jaar door voort, mits er voldoende voedsel is en er geen extreme temperaturen zijn. De voortplanting zal toenemen en er zullen meer jongen geboren worden wanneer de populatiedichtheid daalt, bijvoorbeeld door menselijk ingrijpen. De draagtijd is 21 tot 23 dagen. Een vrouwtje kan één tot twintig jongen per worp krijgen, maar meestal krijgt het vrouwtje zeven tot twaalf jongen. Een vrouwtje kan iedere vier tot zes weken gedekt worden, ook als ze haar jongen nog aan het zogen is. Per jaar krijgen vrouwtjes op deze manier meer dan 30 jongen. Omdat deze al snel geslachtsrijp zijn, vanaf 6 weken, kan de gezamenlijke reproductie van een paartje en nakomelingen in een jaar wel tweeduizend dieren zijn. Hiervan overleeft slechts een klein gedeelte het eerste jaar. In Duitsland is een geval bekend van een vrouwtje dat in een jaar 56 jongen kreeg en in Zweden een met 70 jongen.
De jongen worden blind en naakt geboren. Na twaalf tot veertien dagen hebben de dieren de ogen geopend en zijn ze volledig behaard. De groei wordt beïnvloed door de worpgrootte: dieren in kleinere worpen groeien sneller, aangezien een vrouwtje zes tepels heeft. Alleen het vrouwtje zorgt voor de jongen. Jongen die zich te ver van het nest wagen, worden teruggebracht, indringers worden weggejaagd en bij verstoring zal het vrouwtje de jongen verplaatsen naar een ander nest. Na circa 21 dagen, als de dieren ongeveer 40 gram zwaar en 110 millimeter lang zijn, worden de dieren gespeend. Vrouwtjes zijn geslachtsrijp na vijf tot zes weken, als ze ongeveer 136,5 tot 152 gram wegen.
De bruine rat kan in het wild wel drie jaar of ouder worden. De levensverwachting wordt beïnvloed door de genen (ouderdom is mogelijk overerfelijk), voedselkwaliteit en geslacht: vrouwtjes leven gemiddeld langer dan mannetjes. De belangrijkste natuurlijke vijanden zijn marterachtigen en uilen en in stedelijk gebied de huiskat. Een agressieve rat is in staat wezels en andere kleine roofdieren weg te jagen.

## Schade voor de mens

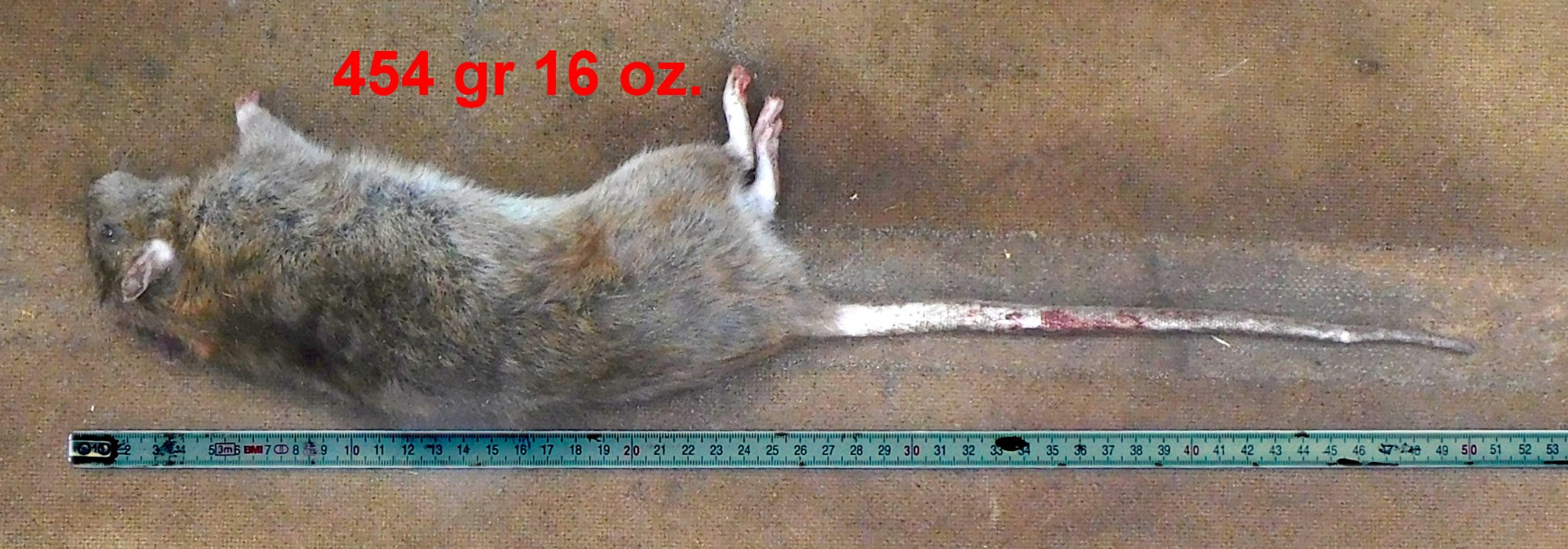
Bruine rat

De bruine rat was en is de oorzaak van veel overlast voor de mens. Dit heeft de mens echter ook voor een groot deel aan zichzelf te wijten. De bruine rat kan zich namelijk goed in de buurt van de mens handhaven, als die zijn afvalprobleem niet netjes oplost. In een stad waar het riool was gemoderniseerd, verdween het rattenprobleem grotendeels. Het is echter nog steeds zo dat de rat, vooral in ontwikkelingslanden, een groot probleem is voor de landbouw.
De bruine rat staat bekend als een ziekteoverbrenger. In ontwikkelde landen heeft de mens er niet veel last (meer) van, maar in ontwikkelingslanden is hij nog steeds een van de belangrijkste overbrengers van ziekten. Ziekten die de bruine rat kan overbrengen zijn onder andere de ziekte van Weil, hantavirus, tularemie, pest, en rattenbeetkoorts. De pest komt in enkele afgelegen delen van Afrika en Zuidoost Azië nog sporadisch voor en ook al was de zwarte rat de grootste pestverspreider, de bruine rat is net zo goed in staat om deze ziekte over te brengen. Hier geldt ook dat toen de mens er een betere hygiëne op na ging houden, de ratten vanzelf ook minder van belang werden als ziekteverspreiders. Er worden ieder jaar nog enige gevallen van de ziekte van Weil geconstateerd in Nederland, (10-30) ca. 75% als import. Het hantavirus is al jaren niet meer gezien en dan uitsluitend als import. Ook tularemie is na de oorlog in Nederland slechts één keer gesignaleerd. De kans om een van deze ziekten in Nederland op te lopen is minimaal.
Om de rattenplagen in te dammen, is rattengif ingezet. In eerste instantie werden anticoagulantia gebruikt. Dit had in het begin succes, totdat de dieren resistent werden tegen deze middelen. Daarna werd een tweede generatie antistollingsmiddelen ingezet.
Incidenteel wordt er voor gepleit om de rat te zien als normaal deel van het stedelijk ecosysteem, waarbij er minder nadruk wordt gelegd op de bestrijding maar meer op het dierlijk welzijn.

## Laboratoriumratten

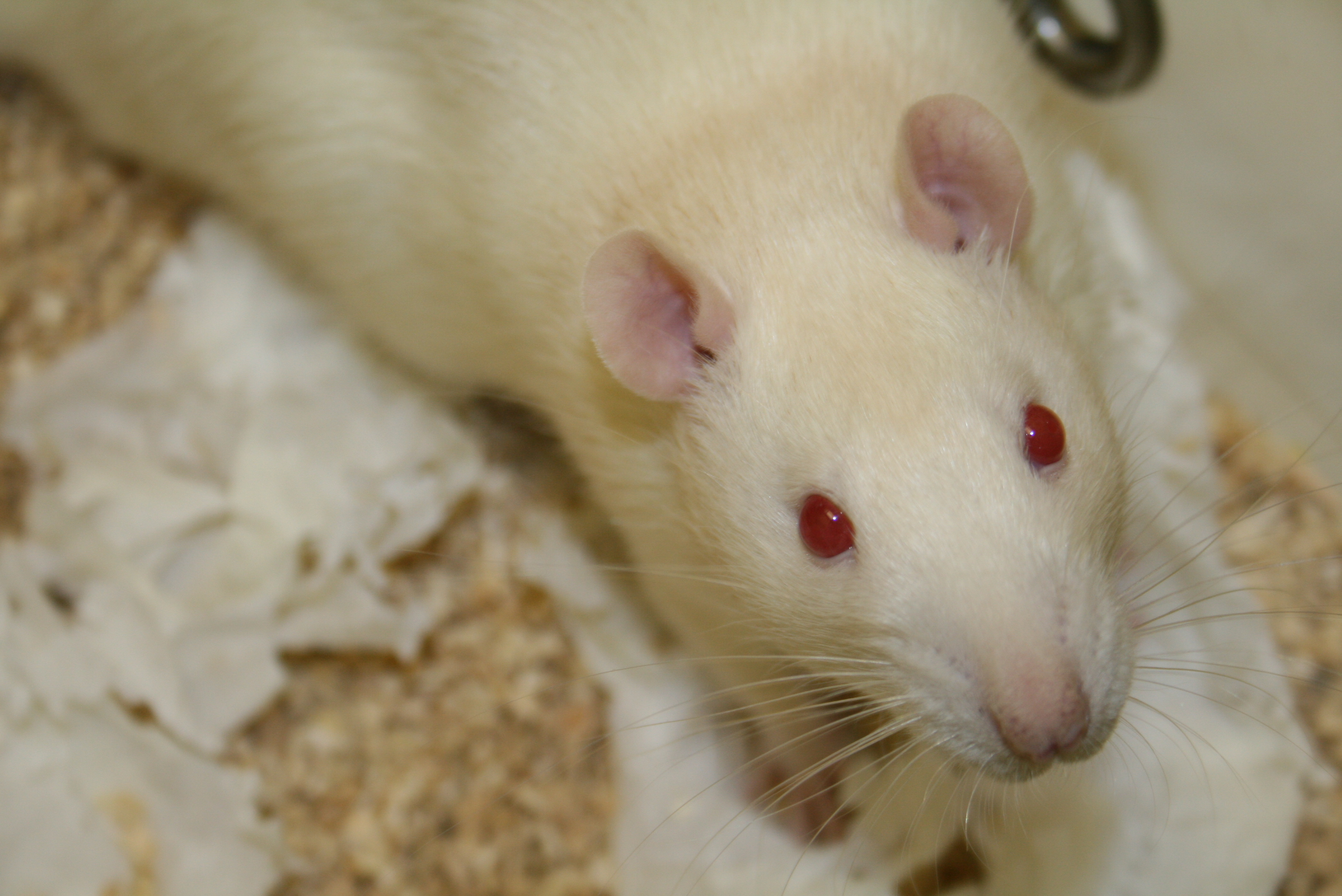
In laboratoria worden onder andere Sprague-Dawley ratten gebruikt

Door het selectief fokken van de bruine rat is de albino laboratoriumrat ontstaan. Net als muizen worden deze ratten regelmatig gebruikt voor medische, psychologische en andere biologische experimenten. De reden hiervoor is dat ze snel geslachtsrijp zijn, ze gemakkelijk te huisvesten zijn en omdat er gemakkelijk in gevangenschap mee gefokt kan worden. De laboratoriumrat ontstond in de jaren 1890.
Wetenschappers hebben om experimentele redenen veel verschillende foklijnen van ratten gefokt. Voor kankeronderzoek, bijvoorbeeld, zijn veel laboratoriumratten met een extra aanleg voor kanker gefokt. In het algemeen zijn deze foklijnen niet transgeen, omdat de eenvoudige technieken van genetische transformatie, die voor muizen gelden, niet werken voor ratten. Dit heeft als nadeel dat onderzoekers, die vele aspecten van het gedrag en de fysiologie van ratten meer op die van mensen vinden lijken en het dier beter te observeren vinden dan muizen, hun observaties niet kunnen herleiden naar onderliggende genen. Veel experimenten worden dan ook, ongewild, door deze beperkende factor op muizen uitgevoerd. In oktober 2003 hebben onderzoekers succesvol twee laboratoriumratten gekloond door middel van de problematische techniek van kerntransplantatie.